# Keith Farmer
Keith Farmer (ur. 2 lutego 1987 w Clogher, zm. 10 listopada 2022 w Kumbri) — północnoirlandzki motocyklista. Czterokrotny mistrz Wielkiej Brytanii.

## Kariera
W 2011 został mistrzem Wielkiej Brytanii w kategorii Superstock 600 a w latach 2012 i 2018 w klasie Superstock 1000. W 2017 był mistrzem w brytyjskich wyścigach Supersport. Po dwóch poważnych wypadkach zrezygnował z wyczynowego uprawiania sportu. Był określany jako "jeden z najlepszych motocyklistów irlandzkich".

## Życie prywatne
Był ojcem trojga dzieci.
Zmarł nagle 10 listopada 2022.